# Gandawa-Wevelgem 2013
75. edycja wyścigu kolarskiego Gandawa-Wevelgem odbyła się w dniu 24 marca 2013 roku i liczyła 183,4 km. Wyścig figurował w rankingu światowym UCI World Tour 2013. 

## Uczestnicy
Na starcie tego klasycznego wyścigu stanęło 25 zawodowych ekip.
Lista drużyn uczestniczących w wyścigu:
| Numery  | Kod | Drużyna                 |
| ------- | --- | ----------------------- |
| 1-8     | OPQ | Omega Pharma-Quick Step |
| 11-18   | SKY | Sky Procycling          |
| 21-28   | LBT | Lotto-Belisol           |
| 31-38   | ALM | Ag2r-La Mondiale        |
| 41-48   | AST | Pro Team Astana         |
| 51-58   | BLA | Blanco Pro Cycling Team |
| 61-68   | BMC | BMC Racing Team         |
| 71-78   | CAN | Cannondale              |
| 81-88   | EUS | Euskaltel-Euskadi       |
| 91-98   | FDJ | FDJ                     |
| 101-108 | GRM | Garmin-Barracuda        |
| 111-118 | OGE | Orica-GreenEDGE         |
| 121-128 | KAT | Team Katusha            |

| Numery  | Kod | Drużyna             |
| ------- | --- | ------------------- |
| 131-138 | LAM | Lampre-Merida       |
| 141-148 | MOV | Movistar Team       |
| 151-158 | RLT | RadioShack-Leopard  |
| 161-168 | ARG | Argos-Shimano       |
| 171-178 | TST | Team Saxo-Tinkoff   |
| 181-188 | VCD | Vacansoleil-DCM     |
| 191-198 | TSV | Topsport Vlaanderen |
| 201-208 | CRE | Crelan-Euphony      |
| 211-218 | AJW | Accent.jobs-Wanty   |
| 221-228 | COF | Cofidis             |
| 231-238 | IAM | IAM Cycling         |
| 241-248 | EUC | Team Europcar       |

## Klasyfikacja generalna
| M-ce | Imię i nazwisko     | Kraj      | Drużyna                 | Czas       |
| ---- | ------------------- | --------- | ----------------------- | ---------- |
| 1.   | Peter Sagan         | Słowacja  | Cannondale              | 4h 29' 10" |
| 2.   | Borut Božič         | Słowenia  | Pro Team Astana         | + 23"      |
| 3.   | Greg Van Avermaet   | Belgia    | BMC Racing Team         | + 23"      |
| 4.   | Heinrich Haussler   | Australia | IAM Cycling             | + 23"      |
| 5.   | Juan Antonio Flecha | Hiszpania | Vacansoleil-DCM         | + 23"      |
| 6.   | Mathieu Ladagnous   | Francja   | FDJ                     | + 23"      |
| 7.   | Bernhard Eisel      | Austria   | Sky Procycling          | + 23"      |
| 8.   | Stijn Vandenbergh   | Belgia    | Omega Pharma-Quick Step | + 24"      |
| 9.   | Jarosław Popowycz   | Ukraina   | RadioShack-Leopard      | + 24"      |
| 10.  | Andrey Amador       | Kostaryka | Movistar Team           | + 24"      |